# 大木隆生
大木 隆生（おおき たかお、1962年8月12日 - ）は、日本の外科医。東京慈恵会医科大学医学部外科学講座統括責任者、血管外科教授、診療部長。専門は血管外科。高知県観光特使。

## 来歴
手術を年間500件以上こなす。人工血管「ステントグラフト」の開発に携わった。日米において、最年少で外科教授に就任。これまでに世界13か国で招待手術を施行してきた。

## 経歴
- 高知県出身。
- 1981年　暁星中学校・高等学校卒業後、東京慈恵会医科大学に入学。大学時代は硬式庭球部に所属[5]。
- 1987年　東京慈恵会医科大学卒業。医師免許を取得し、東京慈恵会医科大学第一外科入局。
- 1993年　医学博士の学位を取得。
- 1995年　米国アルバートアインシュタイン医科大学モンテフィオーレ病院血管外科研究員。
- 1998年　米国アルバートアインシュタイン医科大学モンテフィオーレ病院血管内治療科部長。
- 2002年　米国アルバートアインシュタイン医科大学モンテフィオーレ病院血管外科部長。
- 2005年　米国アルバートアインシュタイン医科大学血管外科学教授。
- 2006年～現在、東京慈恵会医科大学外科講座教授、診療部長。
- 2007年～現在、東京慈恵会医科大学外科学講座統括責任者（チェアマン）[1]。
- 2011年～2017年　銀座7丁目クリニック下肢静脈瘤センター統括医。
- 2020年　内閣官房未来投資会議構成員
- 2020年〜2021年　東京慈恵会医科大学対コロナ院長特別補佐。

## 人物
座右の銘は「衣食足りたらトキメキを求めよ」。高知県観光特使を務めている。安倍晋三や渡邉恒雄と蜜月関係にあった。

## エピソード
少年時代は勉強嫌いで、大手商社の三井物産の役員でエリートだった父の存在にコンプレックスを持ち続けていたが、その父の仕事の関係でロンドン・ベルギーにおける外国生活において取得した英語力をきっかけに、高校時代友人の英語の勉強を手伝い、喜ばれたことで「人に喜ばれる」ことの嬉しさに目覚め外科医になることを決意。1995年米国に渡り、以降12年間米国で血管外科医として活動。ステントグラフトを開発し最年少で外科教授まで昇進した。独自に大木式頚動脈内膜剥離術、枝付きステントグラフト、造影剤注入器、脳梗塞予防デバイス、大木式ハサミ、大木式鉗子、大木トネラー、ワイヤレス大動脈瘤圧センサーなどを開発した。
東京慈恵会医科大学外科学講座のチェアマンとしては医局員約200名を統率している。利益追求型のゲゼルシャフト社会の米国を反面教師とし、求心力、帰属意識、社会貢献などを柱とした「“ときめき”と“安らぎ”のある村づくり」をスローガンとし、外科離れに歯止めをかけ、東京慈恵会医科大学外科学講座を外科医数日本一の講座へと導いた。その求心力とマンパワーを活用し、宮城、栃木、高知県などにも外科医を派遣し、へき地医療にも貢献している。

## テレビ出演
- 日本テレビ　医療ルネサンス　「血管病を知っていますか」　2006年10月
- テレビ朝日　爆笑問題&日本国民のセンセイ教えて下さい!　2006年10月
- NHK総合　今日の健康　「あなどれない足の痛み、閉塞性動脈硬化症」 2007年3月
- テレビ朝日　最終警告!たけしの本当は怖い家庭の医学　「血管の病最新医療スペシャル-本当は怖い足の冷え 2007年10月
- テレビ東京　ワールドビジネスサテライト　「特集医療シリーズ　人工透析患者を救え」
- テレビ朝日　たけしの本当は怖い家庭の科学　「腹部大動脈瘤にお腹を切らない最新治療法ステント（金網の筒）ステントグラフト術の名医」2007年11月20日
- テレビ朝日　スーパーJチャンネル　「血管病治療の最前線　腹部大動脈瘤」2008年
- フジテレビ　情報プレゼンター とくダネ!　「胸腹部大動脈瘤に対するステントグラフト術」2008年
- テレビ朝日　大正製薬Human Scienceスペシャル　「頸動脈狭窄症治療のすべて」2008年10月5日
- 日本テレビ 　NNN Newsリアルタイム　「胸腹部大動脈瘤に対するステントグラフト術」2008年11月
- テレビ朝日　たけしの本当は怖い家庭の医学 2009年1月29日
- NHK総合　プロフェッショナル仕事の流儀　すべてを捧げて命をつなぐ　血管外科医　大木隆生 2009年4月14日
- NHK総合　プロフェッショナル仕事の流儀スペシャル：プロローグ 2009年10月16日
- テレビ東京　Exclusive TIME　2009年6月9日
- 日本テレビ　スッキリ!!　「神の手を持つ医師として紹介・手術不能と宣告された胸腹部大動脈瘤や閉塞性動脈硬化症の患者治療」2009年11月18日
- テレビ東京　話題の医学　2009年12月3日
- テレビ朝日 スーパーJチャンネル「天才外科医の大奮闘”血管の爆弾”に挑む命削る日々」2011年6月20日
- BS朝日 お昼のニュースアクセス 血管外科医・大木隆生医師の超難関手術に密着！2011年6月27日
- テレビ東京　話題の医学「閉塞性動脈硬化症と下肢静脈瘤」2011年7月10日
- テレビ朝日　ワイド!スクランブル　「あなたを救う！医療最前線」　下肢静脈瘤医師”神の手”密着　2011年8月4日
- 日本テレビ　スッキリ!!　「銀座静脈瘤センターで行われている低侵襲な日帰りの下肢静脈瘤に対するレーザー治療の様子」　2011年9月
- テレビ東京　ワールド・ビジネス・サテライト　「治る！最前線　腎臓病の最新治療法」　2012年11月
- TBS 　NEWS23クロス　「日本のデバイスラグ」2013年3月20日
- 日本テレビ　NEWS ZERO　デバイスラグについて　2013年5月17日
- テレビ東京 「下肢静脈瘤治療について」 2013年5月17日
- 日本テレビ Zero Human　「外科学講座300名弱の医局員へと成長させた理念・手腕」2013年7月11日
- テレビ朝日　闘うスーパードクター　「3カ月密着」2013年11月24日
- テレビ東京　ワールドビジネスサテライト 医療シリーズ“治る！最前線”「大動脈瘤」2013年12月20日

## 活動
- 医学論文約130編、医学図書分担執筆36冊
- 招待講演約400回、招待手術述べ13カ国
- Japan Endovascular Symposium 実行委員長（第1～10回）
- Best Doctors in NY 2003, 2004, 2005, 2006選出
- Newsweek Japan 2000 「米国で認められた日本人10人」に選出
- Newsweek Japan 2006「世界で尊敬される日本人100人」に選出
- 「Best teacher of the Year」2002, Albert Einstein College of Medicine
- 文芸春秋「日本の顔」に掲載（2009）

## 所属学会
- 米国血管外科学会
- 国際血管内治療学会
- 国際血管病学会
- 日本外科学会（日本外科学会専門医）
- 日本心臓血管外科学会会員（日本心臓血管外科学会専門医）
- 日本血管内治療学会